# Prosphaerosyllis adelae
Prosphaerosyllis adelae är en ringmaskart som först beskrevs av San Martín 1984.  Prosphaerosyllis adelae ingår i släktet Prosphaerosyllis och familjen Syllidae. Inga underarter finns listade i Catalogue of Life.